# Federico Cammeo
Federico Cammeo (Milano, 20 luglio 1872 – Firenze, 17 marzo 1939) è stato un giurista italiano.
Federico Cammeo fu una figura primaria del diritto pubblico durante il Regno d'Italia.

## Biografia
Laureatosi all'Università di Pisa, Cammeo fu professore presso l'Università di Cagliari dal 1901, dove insegnò di procedura civile. In quegli anni collaborò con Vittorio Emanuele Orlando per il suo Trattato generale di diritto amministrativo. Fu poi all'Università di Padova dal 1905 e dal 1911 all'Università di Bologna insegnando diritto amministrativo. Durante la prima guerra mondiale fu ufficiale della giustizia militare e prese parte, come esperto alla conferenza di Parigi (aprile 1919) nella sottocommissione per le riparazioni di guerra.
Dal 1925 fu professore presso l'Università di Firenze dove insegnò anche istituzioni di diritto pubblico dal 1924 al 1928, e da cui venne licenziato a causa delle Leggi razziali fasciste del 17 novembre 1938, pochi mesi prima della morte. Fu anche preside della facoltà di giurisprudenza di Firenze dal 1935 al 1938. La moglie e la figlia maggiore durante la seconda guerra mondiale furono deportate dai tedeschi nei campi di sterminio, da cui non tornarono.
Dal 1930 al 1938 fu membro dell'Accademia dei Lincei.
Cultore di diritto ecclesiastico, nel 1932 Cammeo redasse le leggi del nuovo Stato del Vaticano, nato in seguito ai Patti del Laterano.
Massone, il 23 marzo 1896 fu affiliato nella loggia Concordia di Firenze, proveniente dalla loggia Carlo Darwin di Pisa. Il nipote di Federico Cammeo è Vieri Nissim.

## Pubblicazioni
- Il diritto amministrativo degli Stati Uniti d'America, 1895
- Questioni di diritto amministrativo, 1900
- Le manifestazioni di volontà dello Stato, 1901
- Commentario delle leggi sulla giustizia amministrativa, 1910
- I vizi di errore, dolo e violenza negli atti amministrativi, 1913
- Il Corso di diritto amministrativo, 1914
- L'ordinamento giuridico dello Stato della Città del Vaticano, 1932
- I contratti della pubblica amministrazione, 1937
- Società commerciale ed ente pubblico, 1947 (postumo)